# Джукуноїдні мови
Джукуноїдні мови — група мов з центральнонігерійської гілки східної підсім'ї бенуе-конголезьких мов. Поширення — Нігерія і Камерун.
Носіями мов є джукуни і споріднені цьому народові етнічні групи.
Одним з перших, хто включив джукуноїдну мовну гілку до складу бенуе-конголезької мовної сім'ї, був американський лінгвіст Джозеф Грінберг.
Група включає близько 20-ти мов, серед яких:
- вапан
- тігон
- карім
- мінда
- джукун
- мбембе
- кенту
- ньїду
- кпанзо
- кутеп і т. д.